# Na Sádkách (Svinary)
Rybník Na Sádkách  o rozloze vodní plochy 0,34 ha se nachází mezi ulicemi Na Sádkách a Dubinská v obci Svinary, místní části města Hradec Králové.

## Galerie

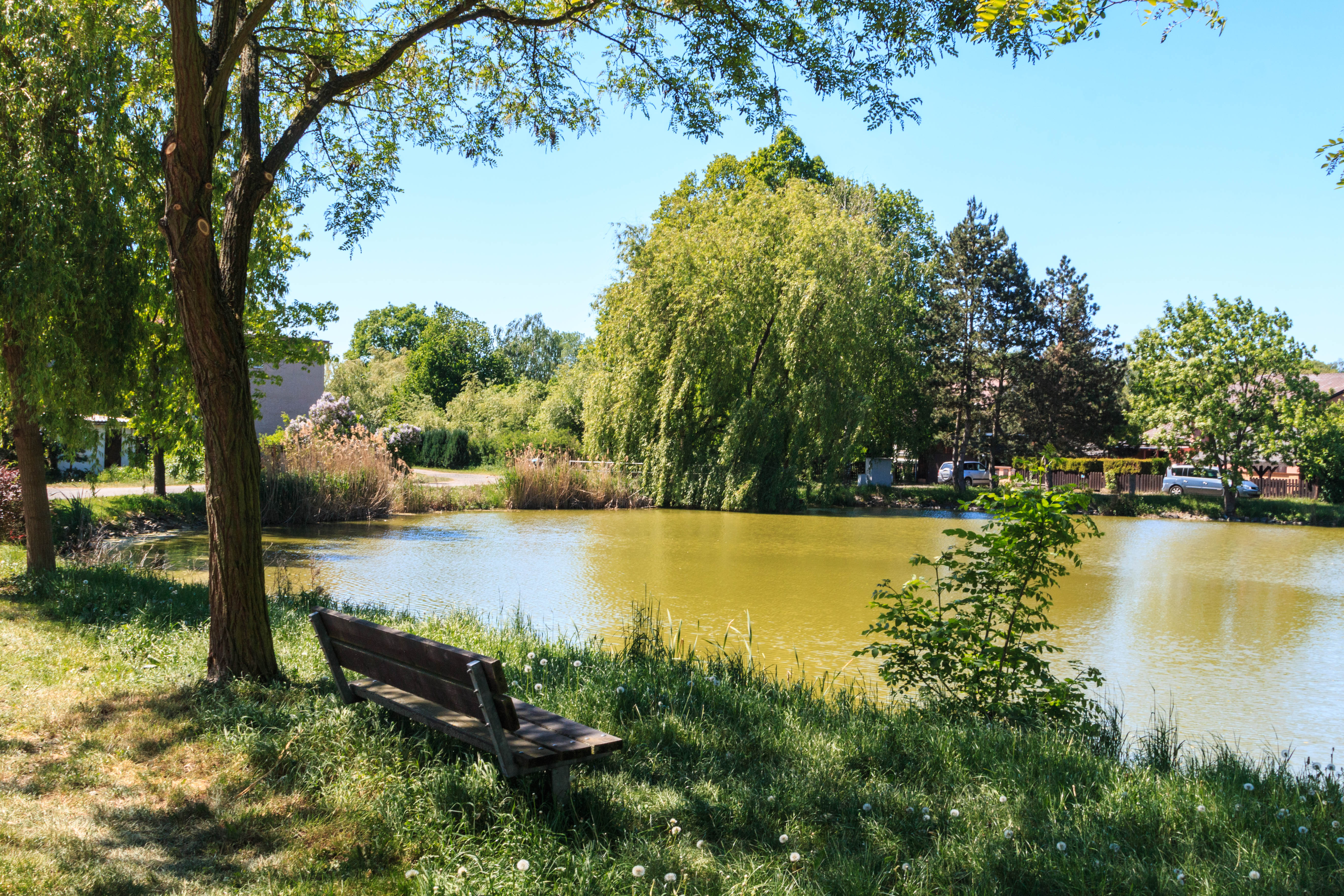
Rybník Na Sádkách ve Svinarech
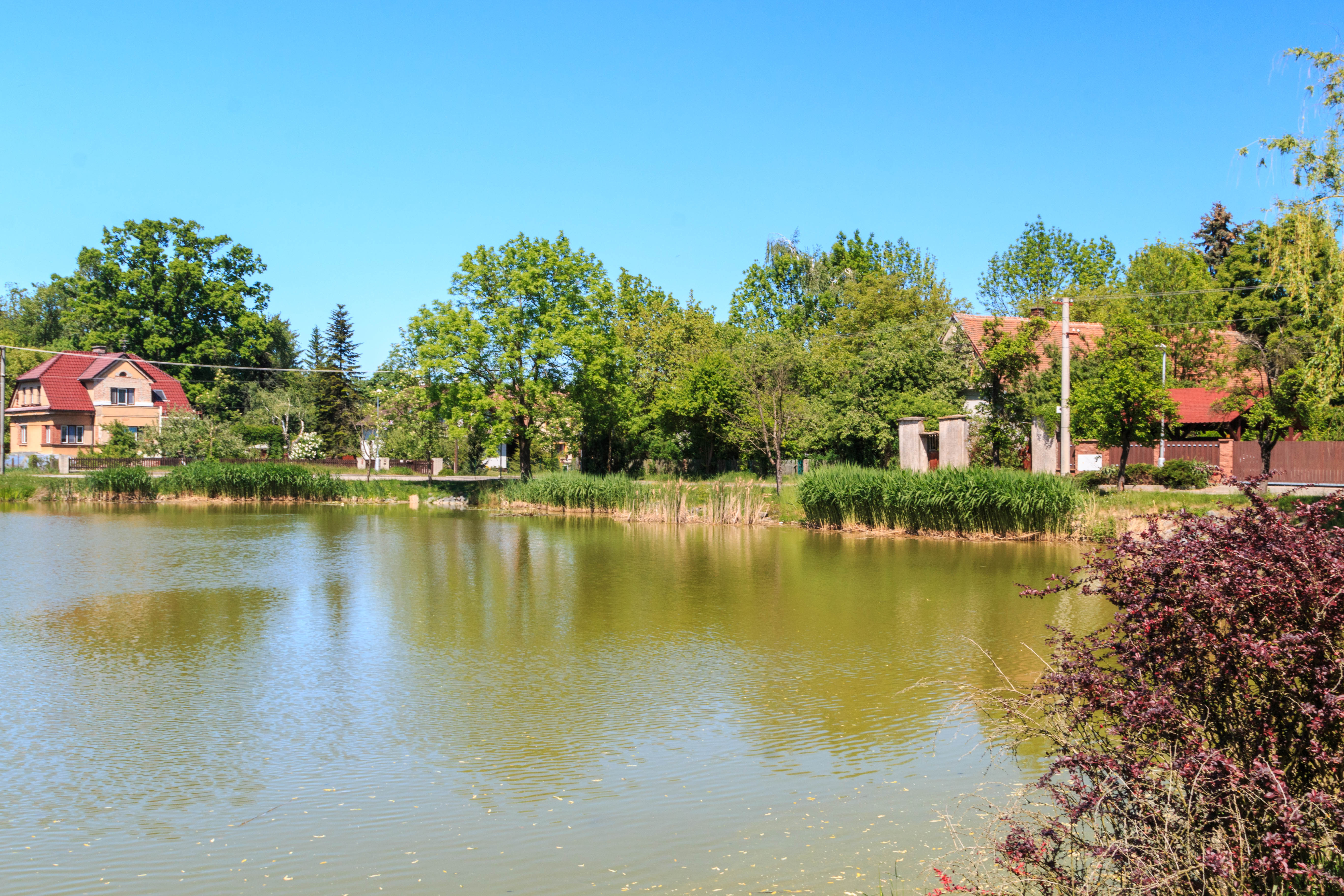
Rybník Na Sádkách ve Svinarech
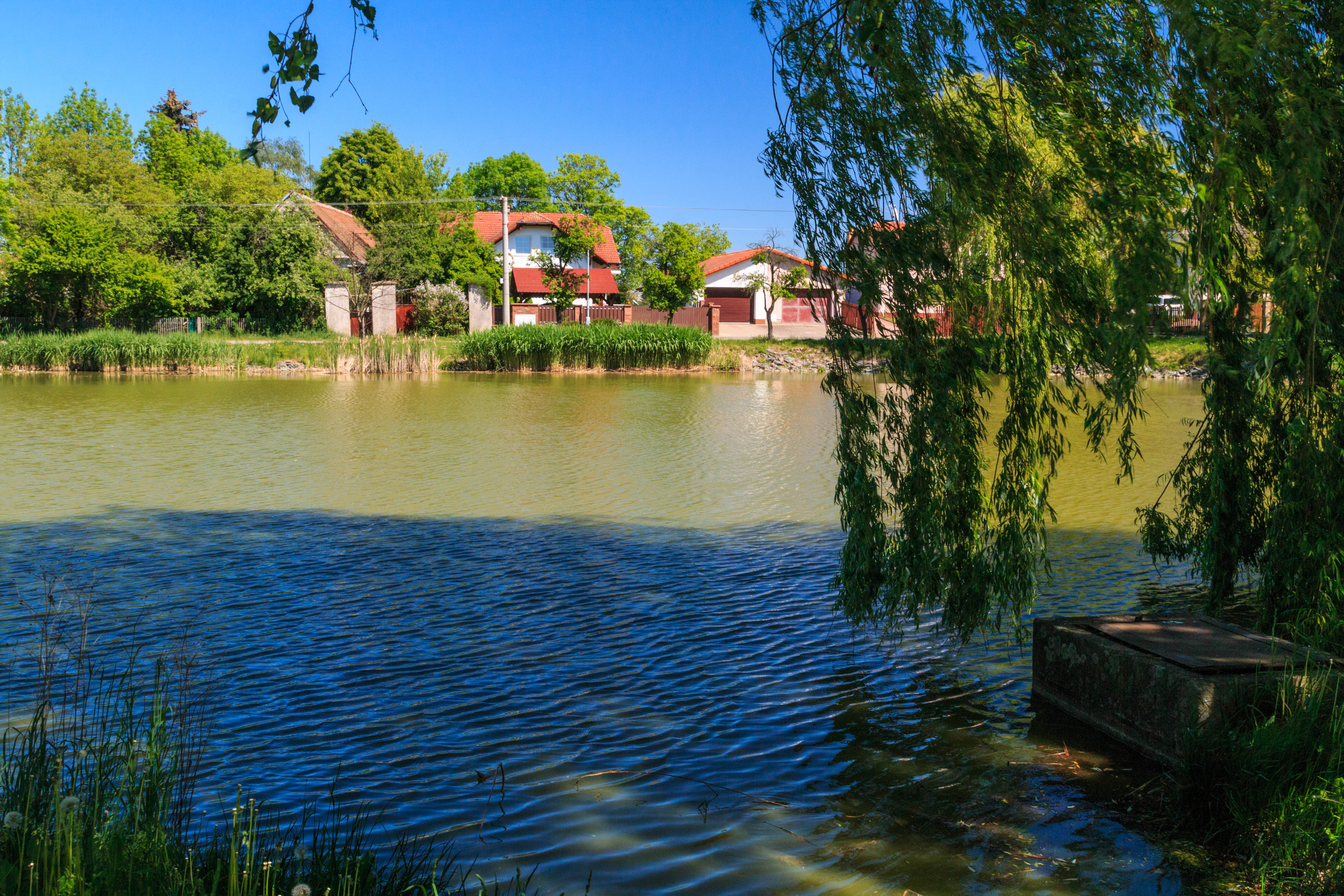
Rybník Na Sádkách ve Svinarech